# Хитрово, Алексей Захарович (1848)
Алексей Захарович Хитрово́ (1848 — 21 сентября 1912) — егермейстер Высочайшего двора, действительный статский советник. Известный коллекционер, к концу жизни ставший обладателем богатейшего собрания отечественной и западноевропейской живописи, скульптуры и прикладного искусства. По его завещанию все коллекции, включая «Даму в голубом» Гейнсборо, были безвозмездно переданы в Эрмитаж.

## Биография
Представитель курской ветви древнего дворянского рода Хитрово. Родился 21 марта (12 апреля) 1848 год (по другим сведениям — 23 марта). Сын обер-церемониймейстера Захара Алексеевича (1807—1876) и Прасковьи Егоровны. Его мать, урождённая Ненчи́ни (Nencini), была принявшей православие итальянкой из богатого и знатного флорентийского рода графов Пандольфини.
В Петербурге семья проживала в особняке на Сергиевской улице, дом 53.

Граф С . Д . Шереметев позднее вспоминал:

Рядом с домом Муравьевых был небольшой дом Хитровых. В нём танцевали без особых затей каждую неделю. Хозяйка, жена обер-полицмейстера Захара Хитрово, была итальянка Nencini, она безрассудно любила и баловала своего сына Алексея Хитрово. На немногочисленных вечерах у Хитровых танцевали много и долго, угощение было слабовато… Много бывало иностранцев. Вечера эти были обильны дебютантками. Здесь отплясывали девицы Данзас и появились сестры Ланские с матерью Натальей Николаевною — вдовою Пушкина.— 
В 1865 году поступил в Пажеский корпус, откуда 8 августа 1866 года выпущен был корнетом в Киевский гусарский полк. 9 сентября того же года был прикомандирован к Кавалергардскому полку, куда и был переведен 21 октября 1867 года. В 1872 году был произведен поручиком, в 1874 году — штабс-ротмистром, а в 1876 году — ротмистром. 16 апреля 1877 года уволился от службы по болезни (на самом деле из-за скандала и развода с женой). С 1887 года состоял почетным членом Охтенского ремесленного училища, а с 1893 года — причисленным к Министерству народного просвещения. В 1896 году был пожалован в должность егермейстера. С 21 декабря 1896 по 24 февраля 1901 года заведывал гофмейстерской частью двора великого князя Владимира Александровича. В 1898 году был произведен в действительные статские советники и в 1904 году — в егермейстеры.
Наследник богатейшего состояния от обоих родителей, Алексей Захарович Хитрово мог позволить себе заниматься личными увлечениями, среди которых центральное место занимала фамильная любовь к коллекционированию.

Александр Бенуа с некоторой насмешкой так писал о нём:

Тактом этот милый человек вообще не отличался, а его пронзительный голосок, пытавшийся имитировать ту манеру, с которой актеры Comédie Française или нашего Михайловского театра представляли мольеровских маркизов, придавал его речам удивительно потешный характер. Это не мешало тому, что в Петербурге у него бывали очень приятные собрания — приятные главным образом потому, что его апартаменты (на Сергиевской? на Фурштадской?) были полны прекрасной французской мебели, бронзы, фарфора, со стен глядели портреты Гопнера, Гейнсборо, Ромнея, Реберна и Лоуренса, которые он пожертвовал Эрмитажу.— 
Унаследовав имения в Тульской и Орловской губерниях, а также собственность за границей, Хитрово жил между Петербургом, где обычно проводил зиму, весной жил во Флоренции в фамильном палаццо Пандольфини, летом в своей квартире на авеню Марсо в Париже.
К концу жизни его привязанность к Флоренции возросла и он стал проводить почти всё время. В том числе он вошёл в состав Строительного комитета, курировавшего постройку во Флоренции православной церкви Рождества Христова и Николая Чудотворца. Позднее он оставил церкви капитал в десять тысяч рублей на содержание церковного хора. Скончался от рака печени во Флоренции 21 сентября 1912 года, похоронен там же на кладбище Делли Аллори. 

## Семья

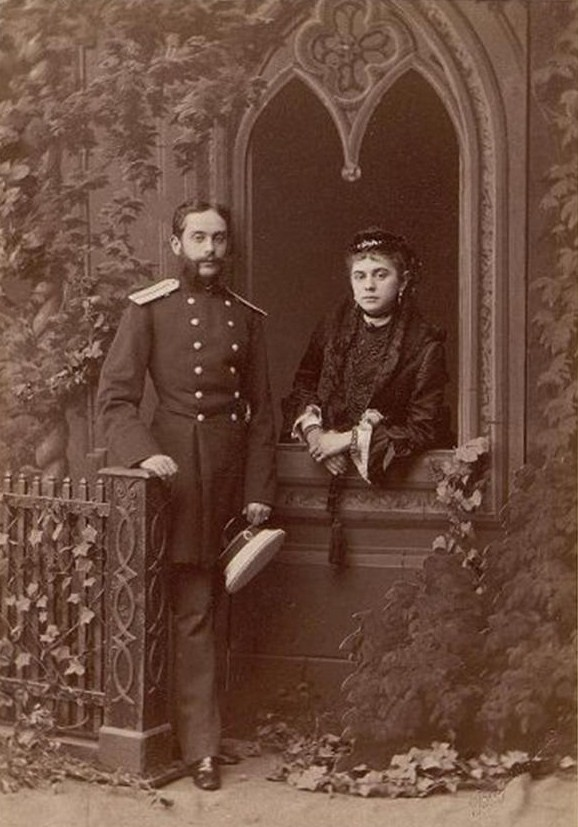
Алексей Хитрово с женой (1872)

Жена (с 7 апреля 1871 года) — княжна Мария Павловна Голицына (1852—1944), фрейлина двора (22.07.1870), дочь шталмейстера князя П. В. Голицына и внучка графа А. Г. Строганова. Венчались в Петербурге в Придворном соборе в Зимнем дворце. Согласно воспоминанию Е. В. Дягилевой, княжна Голицына не была красавицей, но в свете славилась наряду с ними. Её большие синие глаза под густыми черными бровями, милая не то задорная, не то юмористическая улыбка, гибкая, тонкая фигура и мягкая грация давали ей на то право. С первых дней её замужества с Хитрово у неё появилось бездна поклонников, тем более, что мужа её никто всерьез не принимал. Он казался  игрушечным солдатиком, когда щеголял в золотой каске с орлом и бряцал палашом или шпорами. Молва носилась, что он и мужем был игрушечным, однако не называла ему соперников.
В 1875 году у Марии Павловны начался роман с кавалергардом Павлом Родзянко, и весь Петербург был им занят. Тем не менее, наружно все обстояло тихо, пока в 1877 году не совершился скандал, вызванный рождением ребенка. Говорили, что А. Хитрово не имел ничего против, чтобы прослыть отцом ребенка, но в одно прекрасное утро его жена ушла от него, взяв с собой дочь. Брак был расторгнут. Получив развод, Мария Павловна вышла замуж за Родзянко. Однако, и этот брак её был не особо счастливым.